# Staatskanzlei des Landes Schleswig-Holstein
Die Staatskanzlei des Landes Schleswig-Holstein (kurz StK SH) ist die Staatskanzlei des Ministerpräsidenten von Schleswig-Holstein. Sie ist als Teil der Landesregierung eine oberste Landesbehörde, welche administrative Aufgaben und Stabsfunktionen für den Regierungschef wahrnimmt und in Umsetzung der Richtlinienkompetenz des Ministerpräsidenten die Arbeit der einzelnen Fachressorts (Ministerien) koordiniert. Der Sitz der Staatskanzlei ist in der Landeshauptstadt Kiel.
Derzeitiger Behördenleiter unter Ministerpräsident Daniel Günther (CDU) ist Dirk Schrödter (CDU).

## Leitung

### Chef der Staatskanzlei (CdS)
Auf Vorschlag des Ministerpräsidenten wird ein Staatssekretär als politischer Beamter und Chef der Staatskanzlei (CdS) mit der Leitung der Verwaltung betraut. Seit dem 28. Juni 2017 hat Dirk Schrödter (CDU) dieses Amt unter Ministerpräsident Daniel Günther (CDU) im gleichnamigen Kabinett I inne.

### Bevollmächtigte des Landes Schleswig-Holstein beim Bund
Ferner ist eine weitere Staatssekretärin im Organisationsbereich der Staatskanzlei und damit unter dem Ministerpräsidenten als Bevollmächtigte des Landes Schleswig-Holstein beim Bund und gleichzeitige Chefin der Landesvertretung in Berlin tätig. Dieses Amt übt seit dem 1. April 2020 Sandra Gerken (CDU) aus.

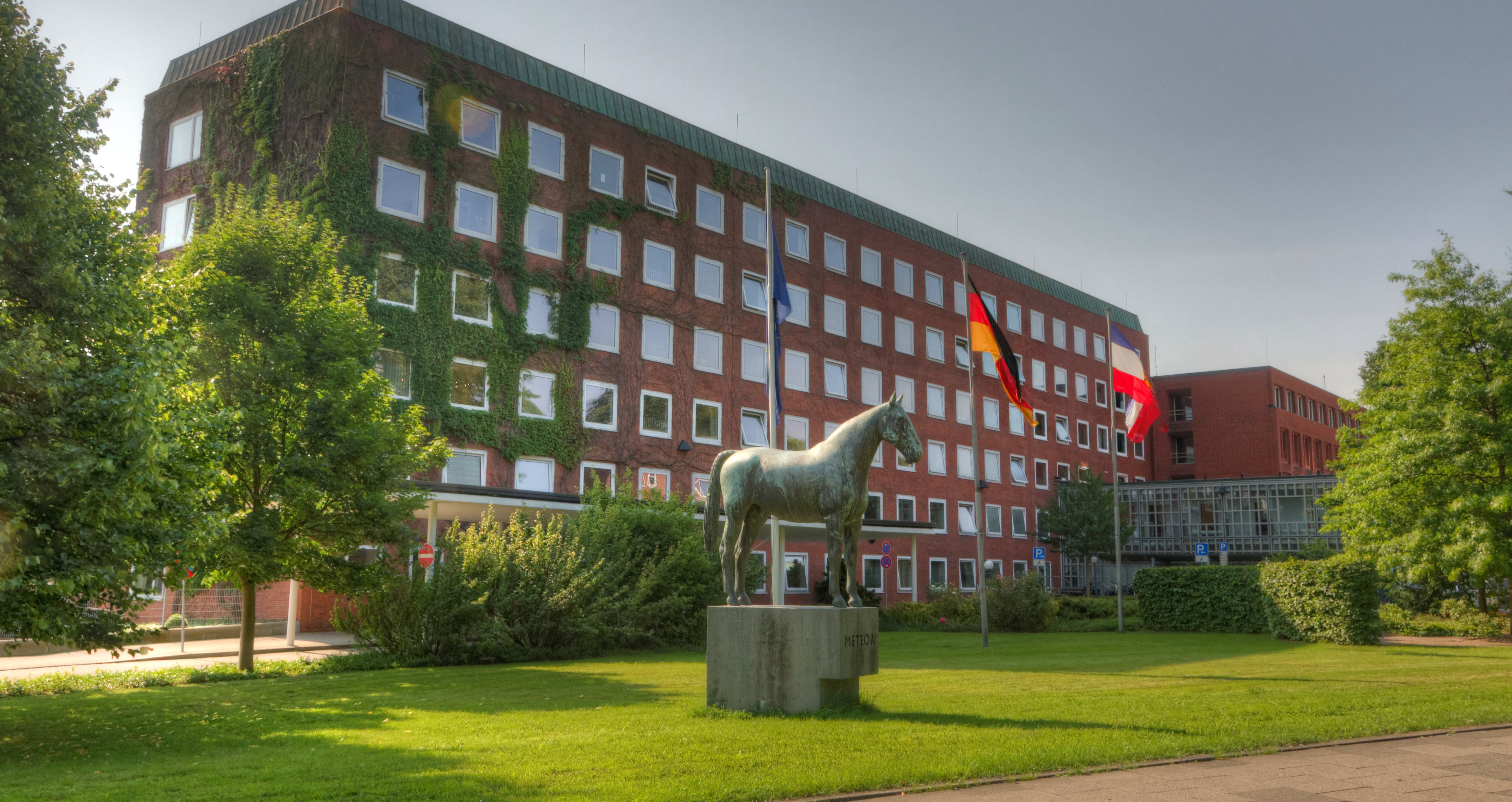
Das Gebäude der Staatskanzlei

## Organisation und Aufgaben
Die Staatskanzlei arbeitet für den Ministerpräsidenten und die Koordination der Landesregierung insgesamt. Sie ist aufgeteilt in die weitgehend eigenständige Landesvertretung in Berlin, die Presse- und Informationsstelle der Landesregierung (Nummer 1), eine Stabsstelle für Medienpolitik sowie in drei Hauptabteilungen (Nummer 2 bis 4).
Zurzeit sind in der Staatskanzlei insgesamt circa 260 Frauen und Männer beschäftigt: Verwaltungsbeamte und Angestellte aus den unterschiedlichsten Berufen wie zum Beispiel Juristen, Politikwissenschaftler, Journalisten, Diplom-Verwaltungswirte oder Verwaltungsfachangestellte.

### Presse- und Informationsstelle der Landesregierung
Die Presse- und Informationsstelle wird durch den Regierungssprecherin Vivien Albers geleitet und organisiert federführend die Pressearbeit und -betreuung der Landesregierung.
Die Pressestelle konzipiert und organisiert außerdem Veranstaltungen und Reisen des Ministerpräsidenten mit thematischen Schwerpunkten. Sie ist ebenfalls für den Internetauftritt der Landesregierung und die Social-Media-Kanäle der Staatskanzlei verantwortlich.

### Abteilung 1 für zentrale Angelegenheiten, Service, Protokoll
Die Abteilung 1 ist für Fragen zu Personal- und Rechtsangelegenheiten, für die IT und den Haushalt sowie für protokollarische und auswärtige Angelegenheiten verantwortlich.

#### Personal, Haushalt und interner Service
Diese Abteilung ist zuständig für die vielfältigen internen Dienstleistungen der Staatskanzlei. Hierzu gehören zum Beispiel die Einstellung und Betreuung des Personals, die Aufstellung und der Vollzug des Haushalts sowie der Betrieb des IT-Netzes und die Betreuung der PC-Arbeitsplätze. In der Abteilung ist zudem die Schriftgutstelle der Staatskanzlei angesiedelt. Zudem kümmern sich die Mitarbeiter um die interne Organisation und allgemeine Dienstleistungen, wie etwa die Beschaffung und Verwaltung von Material.

#### Referat Protokoll, Orden und Ehrenzeichen
Dieses Referat ist zuständig für protokollarische Angelegenheiten, für Orden und Ehrenzeichen des Bundes und des Landes sowie für das Gästehaus der Landesregierung. Das Protokoll plant und organisiert gesellschaftliche Veranstaltungen des Ministerpräsidenten und Staatsbesuche. Es kümmert sich um Trauer- und Kondolenzangelegenheiten sowie um protokollarische Belange der Bundeswehr und des Schleswig-Holstein Musik Festivals. Zudem bearbeiten die Mitarbeiter die Angelegenheiten rund um Orden und Ehrenzeichen. Das Referat ist außerdem zuständig für die Terminplanung und Veranstaltungsdurchführung im Gästehaus der Landesregierung.

#### Referat Auswärtige Angelegenheiten und nationale Minderheiten
Dieses Referat ist zuständig für die auswärtigen Beziehungen des Landes (mit Ausnahme EU und Ostsee) und für die Angelegenheiten der nationalen Minderheiten. Dies beinhaltet die Planung und Organisation von Auslandsreisen des Ministerpräsidenten sowie die Betreuung eingehender Delegationsbesuche. Außerdem werden die Beziehungen zu den Partnerregionen in Zhejiang (China) und Hyogo (Japan) koordiniert. Das Referat ist darüber hinaus für die Betreuung des Diplomatischen Korps und Konsularischen Korps (außerhalb Schleswig-Holsteins) zuständig. Die Minderheitenpolitik der Landesregierung wird koordiniert und begleitet. Dazu zählt unter anderem die Zusammenarbeit mit den Vertretern der nationalen Minderheiten und der niederdeutschen Sprechergruppe sowie mit der Föderalistischen Union Europäischer Volksgruppen (FUEV) und dem European Centre for Minority Issues (ECMI).

### Abteilung 2 für Ressortkoordinierung, Kabinetts- und Landtagsangelegenheiten, Ministerpräsidentenkonferenz
Die Abteilung 2 ist mit ihren Referaten für Fragen der Ressortkoordinierung, für Kabinetts- und Landtagsangelegenheiten sowie für die Vorbereitung für die Ministerpräsidentenkonferenz verantwortlich.

#### Referat Bund-Länder-Koordinierung
Die Mitarbeiter dieses Referats organisieren die Kabinetts- und Staatssekretärssitzungen. Zudem werden hier alle Landtagsangelegenheiten der Landesregierung koordiniert; hierzu gehören rund 600 kleine Anfragen pro Jahr. Ein weiterer Arbeitsschwerpunkt ist die Bund-Länder-Koordinierung. Sie reicht von den Konferenzen der Ministerpräsidenten und denen der Chefs der Staatskanzleien über den Bundesrat hin zur norddeutschen Kooperation.

#### Referate Ressortkoordinierungen
Aufgabe diverser Referate ist die Ressortkoordinierung mit den entsprechenden Ministerien, in denen sich die Referate inhaltlich spiegeln. Dazu gehören im Wesentlichen das Controlling der Aktivitäten der Ministerien im Hinblick auf die Umsetzung der in den Regierungserklärungen und dem Arbeitsprogramm der Landesregierung dokumentierten Ziele der Landesregierung, die Beratung des Ministerpräsidenten und des Chefs der Staatskanzlei in fachlichen Fragestellungen und die Kontaktpflege zum jeweiligen Ressort.

### Abteilung 4 für zentrale Organisations- und Personalentwicklung
Die Abteilung 4 ist für Fragen der zentralen Organisations- und Personalentwicklung, das Öffentliche Dienstrecht, die Nachwuchskräftewerbung und das ressortübergreifende Personalmarketing verantwortlich.

#### Organisations- und Personalentwicklung
Aufgabe dieses Bereichs ist es, die Organisations- und Personalentwicklung der Staatskanzlei und der Ressorts an gemeinsamen strategischen Zielen auszurichten und die Zusammenarbeit zu stärken. Im Bereich der zentralen Organisations- und Personalentwicklung der Staatskanzlei sind außerdem die ressortübergreifenden Organisations- und Personalaufgaben, das Kompetenzzentrum Organisationsentwicklung sowie das Öffentliche Dienstrecht konzentriert.

### Stabsstelle für Medienpolitik
In Schleswig-Holstein liegt die Zuständigkeit für die Medienpolitik, den Rundfunk (Hörfunk und Fernsehen) sowie für die Telemedien in der Staatskanzlei. Wesentliche Aufgabe ist es, daran mitzuwirken, dass ein rechtlicher Ordnungsrahmen besteht, in dem sich diese Medien fortentwickeln können. Aufgabe ist es ferner, die Einhaltung des Medienrechts zu begleiten. Beide Bereiche werden zum Teil in Zusammenarbeit mit den anderen Ländern erfüllt. Dazu dienen gemeinsame Staatsverträge (Rundfunkstaatsvertrag, Jugendmedienschutzstaatsvertrag) und eine gemeinsame Rechtsaufsicht über auf diesem Feld tätige öffentlich-rechtliche Institutionen (ZDF, NDR, MA HSH), die von allen oder mehreren Ländern getragen werden. Die Staatskanzlei unterstützt nach eigener Aussage das enge Netzwerk der Akteure und Institutionen im Interesse eines vielfältigen Medienangebotes.

### Landesvertretung in Berlin und Politik in Bundesangelegenheiten
Über die Landesvertretung in Berlin soll Schleswig-Holstein Einfluss auf die Bundespolitik nehmen. Insbesondere über den Bundesrat wirkt die Landesregierung am Gesetzgebungsprozess mit und formuliert eigene Positionen in den länderübergreifenden Politikfeldern (Bundesangelegenheiten). Geleitet wird dieses im Organisationsbereich des Ministerpräsidenten und damit in der Staatskanzlei verankerte Kompetenzfeld durch die Staatssekretärin und Bevollmächtigte des Landes Schleswig-Holstein beim Bund, Sandra Gerken (CDU).